# سرخس اسکولنتوم
 سرخس اسکولنتوم(نام علمی: Pteridium esculentum) نام یک گونه از سرده کرف است.